# Venom (альбом Stardown)
Venom (с англ. — «Яд, злоба») — второй студийный альбом российской метал-группы Stardown, вышедший в 2011 году на лейбле Mazzar Records. Работа над альбомом продолжалась более 3 лет. Концепция альбома — загрязнение человеком природы, экологические бедствия и их последствия, о чем немного иронично говорит надпись в буклете «VENOM is dedicated to all humans of the Earth» (альбом посвящен всем людям планеты Земля). Автором всей лирики и концепта альбома является вокалист/гитарист Ардентис. При записи альбома не было использовано семплов и клавишных.

## История
Stardown продолжили сотрудничество с продюсером Джейкоб Хэнсен, известному по работе с Volbeat, Raunchy, Destruction, Amaranthe, Pestilence, Amatory и др., с которым группа уже работала над дебютным альбомом «Insi Deus». Также продюсером выступил Ардентис. Перед запланированной записью, осенью 2008 года, из Stardown официально уходят Даниил Светлов (Amatory) и Алекс Павлов (Amatory), а затем и басист Стас Рождественский (Korea). Фактически Ардентис остался один в составе, но все равно решил начать запись новых песен. Изначально для записи секции ударных приглашали Яна Юрина (Forth Dimention, Perimeter), но он отказался, сославшись на нехватку времени. Ардентис связался с несколькими западными барабанщиками, среди которых был швед Рикард Эвенсенд (Chimaira, Therion), который заинтересовался и впоследствии дал согласие на участие в проекте. В декабре 2008 года он записал все барабанные партии для альбома на студии Electric Factory, Австралия. С начала 2009 года Ардентис вплотную занялся записью гитар, заручившись поддержкой Алекса, который участвовал в записи уже как сессионный гитарист. Бас-гитару для альбома начал писать Никита Симонов (Слот), но, из-за занятости в своей основной группе, он записал лишь несколько треков, среди которых были синглы «Angel» и «Lies», которые не вошли в альбом. Ардентис в итоге сам записал все партии бас-гитары в альбоме, для которого это был первый подобный опыт. Сведение альбома было запланировано на ноябрь 2009 года, но к тому моменту запись вокала только началась. Джейкоб вошёл в непростую ситуацию, и соглашается подождать, когда лирика и все вокальные партии будут готовы, и только в декабре 2010 года он приступил к сведению «Venom» на своей студии Hansen Studios, в Дании.
Выход альбома был отложен из-за временных финансовых трудностей выпускающего лейбла Mazzar Records. В поддержку альбома вышло 3 сингла «Wake Up», «Earth Venomous» и «Pray For Nothing». 1 июля выходит в свет второй альбом «Venom», Алекс официально возвращается в состав Stardown.
Через год после выпуска альбома группа выложила инструментальные демо-версии песен «Venom Demos», в том виде, в котором они задумывались на этапе пре-продакшна в 2008 году.

## Оформление
Над обложкой и оформлением альбома работал Ардентис. В качестве обложки была использована несколько измененная работа «Kingdom». Автором этой работы является Марсела Боливар. Альбом вышел в виде digipak ограниченным тиражом в 500 экземпляров. Издание дополнялось плакатом и гитарным медиатором Stardown. Каждая копия альбома пронумерована вручную.

## Список композиций
| №   | Название                     | Автор(ы)              | Длительность |
| --- | ---------------------------- | --------------------- | ------------ |
| 1.  | «Pray For Nothing»           | Alex Pavlov, Ardentis | 3:39         |
| 2.  | «Wake Up»                    | Ardentis              | 3:50         |
| 3.  | «Omnisilence»                | Ardentis              | 4:09         |
| 4.  | «The Rain Of Millions Stars» | Alex Pavlov           | 4:21         |
| 5.  | «Earth Venomous»             | Alex Pavlov, Ardentis | 4:54         |
| 6.  | «In The Dark»                | Ardentis              | 4:33         |
| 7.  | «Blood For Blood»            | Alex Pavlov           | 3:17         |
| 8.  | «Embrace This Beauty»        | Ardentis              | 5:21         |
| 9.  | «Naked Planet»               | Ardentis              | 3:55         |
| 10. | «Dangerous»                  | Alex Pavlov, Ardentis | 4:56         |

## В записи участвовали
- Ardentis — вокал, гитара, бас-гитара, продюсер, бэк-вокал на «Pray For Nothing»
- Alex Pavlov (Amatory) — гитара, сопродюсер, бэк-вокал на «Pray For Nothing», гитарное соло на «Dangerous»
- Richard Evensand (Chimaira) — барабаны
- Jacob Hansen — продюсер, сведение, мастеринг, гитарное соло на «Omnisilence»
- Jeppe Andersson — сведение

### Прочие участники
- Денис Животовский (Amatory) — бэк-вокал[8] в «Pray For Nothing»[9]
- Слава Соколов (ех-Amatory) — бэк-вокал в «Pray For Nothing»
- Steve Smith (Nevermore) — гитарное соло в «Embrace This Beauty»